# Национальный исторический музей Болгарии

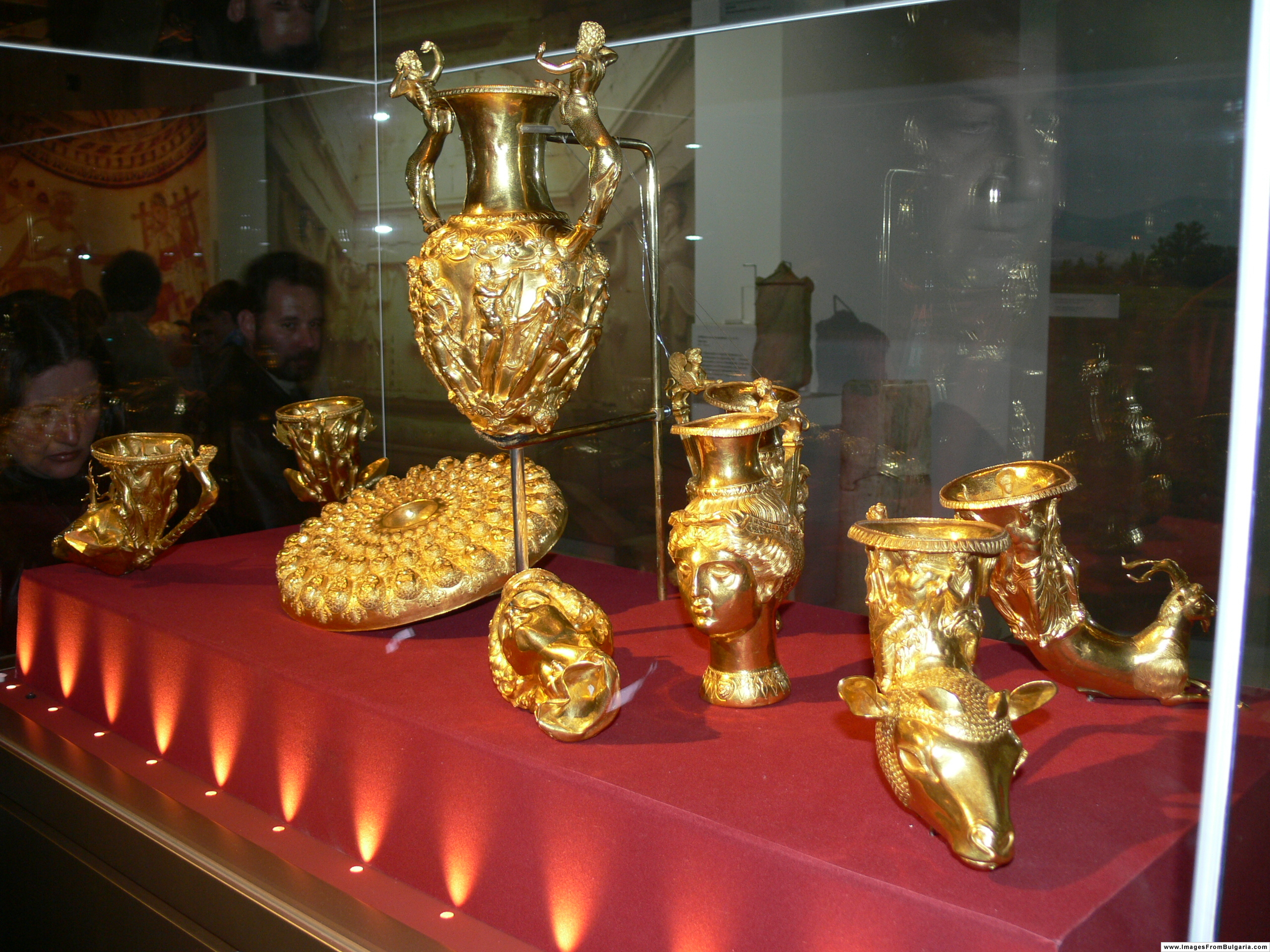
Золотой клад из Панагюриште (IV — III века до н.э.)

Национальный исторический музей Болгарии — музей в Софии, Болгария.

## История
Музей был открыт в 1973 году решением правительства. Первая экспозиция была представлена в 1984 году в честь 1300-летия Болгарского государства. В 2000 году музей переместился в здание правительственной резиденции «Бояна», София.
Первым директором музея был историк,  член-корреспондент Болгарской академии наук Страшимир Димитров.

## Фонды и отделы
На сегодняшний день в музее около 650 тысяч единиц хранения.
Наиболее ценными являются коллекции археологических находок от палеолита до средневековья.Кроме того здесь экспонируются старинные монеты, оружие, предметы быта, мебель, карты, геральдические символы, редкие исторические фотографии, церковная утварь, марки.
Исторический музей состоит из нескольких отделов: археологии, истории и этнографии.

## Филиалы
- Боянская церковь, София
- Национальный музей «Кораб Радецки», Козлодуй
- Земенский монастырь, Земен
- Музей «България и славянският свят» (бивший «Българо-Съветска дружба»)
- Церковь Сорока Великомучеников (Велико-Тырново)
- Музей острова Ливингстон, Антарктика[1]